# Наследие Вальдемара
«Наследие Вальдемара» (исп. La herencia Valdemar) — испанский фильм режиссёра Хосе Луиса Алемана. Хотя сюжет взят из Мифов Ктулху, но не очень близко адаптирует какую либо работу Лавкрафта. 

## Сюжет
Действие фильма происходит в наши дни и столетие назад.
Луиза Льоренте, молодая женщина, работающая экспертом по налогообложению, с целью инвентаризации посещает старинный особняк «Вальдемар». Она таинственным образом исчезает. Николас, расследующий этот загадочный случай, выясняет, что это не первое исчезновение. Он выходит на связь с таинственной женщиной, являющейся президентом фонда «Наследие Вальдемара», которая рассказывает ему о трагической истории супружеской четы Ласаро и Леоноры Вальдемар, проживавших в особняке век назад.

## Интересные факты
- Среди людей, по сюжету фильма приехавших в дом четы Вальдемар с целью проведения магического ритуала, были и реально существовавшие люди, например, ирландский писатель Брем Стокер, оккультист Алистер Кроули, убийцы Лиззи Борден и Белль Ганнесс.

## В ролях
- Даниэле Лиотти — Ласаро Вальдемар
- Лайя Марулл — Леонора Вальдемар
- Сильвия Абаскаль — Луиза Льоренте
- Оскар Хаэнада — Николас
- Франсиско Маэстре — Алистер Кроули
- Lino Braxe — Брем Стокер
- Ванесса Суарес — Лиззи Борден
- Лаура Толедо — Белль Ганнесс
- Хасинто Молина
- Луис Гарсия
- Хесус Ольмедо
- Тксема Перес
- Эусебио Понсела
- Родольфо Санчо
- Хосе Ториха
- Луис Захэра